# Algestrup (Føllenslev Sogn)
 For alternative betydninger, se Algestrup. (Se også artikler, som begynder med Algestrup)
Algestrup (tidligere: Alkestrup) er en herregård der ligger i Føllenslev Sogn i Nordvestsjælland. Navnet på gården skrives i dag som Algistrup.
Algestrup Gods er på 260,8 hektar med Dalgården og Skovlyst

## Ejere af Algestrup
- (1728-1756) Frederik Adeler
- (1759-1769) Helmuth Gotthardt von Barner
- (1769-1782) Henriette Margrethe Lente gift (1) Adeler (2) von Barner
- (1782-1809) Leopold Theodor von Barner
- (1809) Regitze Sophie Krabbe gift von Barner
- (1809-1823) Johannes Schartau
- (1823-1839) Frederik 6.
- (1839-1842) Christian 8.
- (1842-1854) Hans Hansen
- (1854-1867) Vilhelm Maag
- (1867-1919) Jacob Christian Henrik Lemvigh
- (1919-1920) Slægten Lemvigh
- (1920-1935) Elisabeth Charlotte Lemvigh
- (1935-1964) Ib Holger Lemvigh (far)
- (1964-2000) Ib Holger Lemvigh (søn)
- (2000-2005) Ib Holger Lemvigh / Jacob Christian Henrik Lemvigh
- (2005- ) Jacob Christian Henrik Lemvigh

## Udbygninger
- (ca. 1800) Enetages stråtækt og teglhængt bindingsværksbygning
- (1834) Hovedbygningen opført efter brand
- (1867) Hovedbygningen ombygget
- (1876-1884) To tilbygninger
- (1956) Erik Herløw